# Dadja Altenburg-Kohl

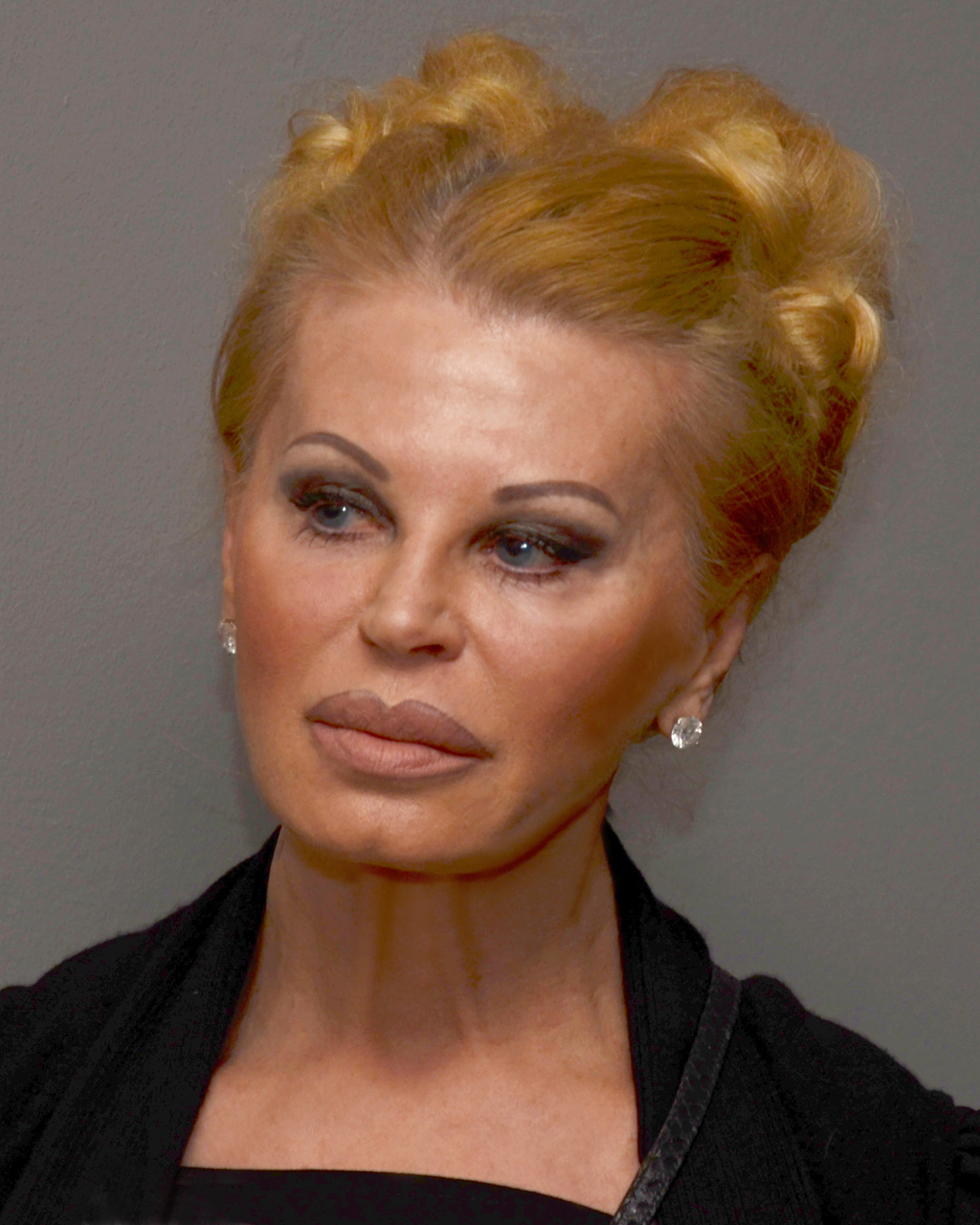
Dadja Altenburg-Kohl, 2017

Drahoslava „Dadja“ Altenburg-Kohl (* 30. Mai 1949 in Prag, Tschechoslowakei) ist eine tschechische Ärztin und Unternehmerin, die in den 1970er bis 1990er Jahren in Deutschland lebte und arbeitete. Sie ist Philanthropin, Sammlerin und Kunstmäzenin. Nach ihrer Rückkehr in die Tschechische Republik gründete sie in Prag die Stiftung DrAK und das Museum Montanelli.

## Leben
Altenburg-Kohl studierte an der Medizinischen Fakultät der Karls-Universität Prag und emigrierte 1972 aus politischen Gründen ins Ausland. 
In Deutschland arbeitete sie ab 1973 als Ärztin am Universitätsklinikum in Frankfurt am Main, wo sie sich auf Kieferchirurgie spezialisierte. 1980 eröffnete sie eine private Arztpraxis mit der gleichen Spezialisierung.
Neben ihrer Arbeit als Ärztin baute sie gemeinsam mit ihrem damaligen Ehemann Edwin Kohl ab 1986 das Unternehmen kohlpharma auf, einen Arzneimittelimporteur in Deutschland. Kohlpharma wurde später eine Tochtergesellschaft der Kohl Medical AG, bei der Altenburg-Kohl seit 1993 Teilhaberin und Vorstandsmitglied ist.
In der Tschechischen Republik gründete sie kurz nach der Samtenen Revolution 1989 das Arzneimittel-Handels- und Distributionsunternehmen Pragofarm. Eines ihrer weiteren Projekte in Deutschland war 1995 die Gründung der Gesellschaft Assist, die sich auf enterale Ernährung und Hilfsmittel für chronisch kranke Patienten konzentriert.
Seit 1995 ist sie auch Mitinhaberin des Spieleverlags Amigo, der Kinder- und Familienspiele entwickelt. In Zusammenarbeit mit Michael Melkonian vom Botanischen Institut der Universität zu Köln baute sie 2004 das Unternehmen Algenion auf, das sich mit der Nutzung von Mikroalgen beschäftigt. 
Ab 2004 war sie abwechselnd in der Tschechischen Republik und in Deutschland tätig. Im Jahr 2006 kehrte sie endgültig nach Prag zurück und lebt hier mit ihrem Ehemann Daniel Pešta. Sie hat vier erwachsene Kinder. 
Seit 2010 ist sie Mitglied im Frauenbeirat der UniCredit Group XX München.

## Kulturelle Aktivitäten
In Prag (Nerudova 13) gründete sie 2003 die Galerie Montanelli, an deren sechsjährige Ausstellungstätigkeit das Museum Montanelli anknüpfte. Patron des Museums Montanelli wurde der ehemalige tschechische Präsident Václav Havel, der es 2009 feierlich eröffnete. 
Im Jahr 2005 wurde sie in den Vorstand des Europäischen Kunstforums Berlin gewählt. Außerdem ist sie als Kuratorin bei mehreren gemeinsamen Projekten der Saarländischen Galerie Berlin und der Tschechischen Republik tätig. 
Seit 2006 agiert in Prag ihre Stiftung DrAK, die sich auf die Gebiete Kultur und medizinische Prävention konzentriert. Die Kunstsammlung der Stiftung DrAK wird vom Museum Montanelli verwaltet. Altenburg-Kohl war als Kuratorin an monographischen und thematischen Ausstellungen beteiligt und organisierte einen internationalen Projektaustausch mit Museen und Galerien in Europa.
Die Stiftung DrAK fördert auch Theater (Prager Nationaltheater, Divadlo Ungelt), Kinematographie (Film Citizen Havel) und die Krebsprävention (manuelle Brustuntersuchung mit der MammaCare-Methode).
In Prag unterstützt Altenburg-Kohl seit 2005 das tschechische Nationaltheater, sie ist Mitglied im Rat des Nationaltheaters und gründete dessen Mäzenklub (Klub mecenášů ND), der derzeit 120 Mitglieder hat. 
Sie hat die Inszenierung von Mozarts Don Giovanni, die Jazz-Oper Dobře placená procházka in der Regie von Miloš Forman, die Ballett-Vorstellung Causa Carmen finanziell unterstützt. Sie spendete dem Ballett-Ensemble des Nationaltheaters einen größeren Betrag und erwarb für das Orchester eine Konzertgeige von Mihály Reményi von 1909. Im Jahr 2009 ließ sie den Hynais-Vorhang restaurieren und stiftete dem Nationaltheater zusammen mit ihrem Ehemann eine Bronzebüste von Václav Havel. 
Im Jahr 2013 finanzierte ihre Familie die erste Phase der Restaurierung der Lünetten von Mikuláš Aleš und František Ženíšek. Die Restaurierungsarbeiten sollen bis 2015 andauern. Seit 2012 tritt sie im Ballett-Ensemble des Nationaltheaters in der Vorführung Dornröschen auf. 
Ihr wurde zweimal der Preis „Cena Ď“ des Direktors des Nationaltheaters verliehen.
Sie ist außerdem Preisträgerin des internationalen European Awards der Trebbia-Stiftung für die Kulturförderung – Persönlichkeit des Jahres 2012.